# Cody Peak (Teton County, Wyoming)
Der Cody Peak ist ein 3279 m hoher Berg in der Teton Range im US-Bundesstaat Wyoming. Er erhebt sich im Bergmassiv des Rendezvous Mountain im südlichen Teil der Bergkette und liegt auf der Grenze des Grand-Teton-Nationalparks zum Bridger-Teton National Forest. Der Cody Peak liegt im Gratverlauf zwischen dem Gipfel des Rendezvous Mountain im Nordosten und dem Rendezvous Peak im Südwesten und erhebt sich südlich über den Granite Canyon und westlich über Jackson Hole.

## Belege
1. ↑  Peakbagger: Cody Peak. Abgerufen am 19. Dezember 2021.
2. ↑  Naturalatlas: Cody Peak. Abgerufen am 19. Dezember 2021 (englisch).